# Bréguet – Sabin (bến métro Paris)
Bản mẫu:Paris Metro/municcat
Bréguet — Sabin là một bến tàu điện ngầm của hệ thống Métro Paris. Đây là bến của tuyến 5.
Tên của bến ghép tên hai con phố gần bến là Bréguet, tên một gia đình làm đồng hồ và phát minh, và Saint-Sabin, tên của Charles-Pierre Angelesme de Saint-Sabin, ủy viên hội đồng thành phố Paris vào thế kỷ 18.

## Sơ đồ bến tàu
| Mặt đường |

| B1 | Tầng trung chuyển |

| Sân ga tuyến 5 | Sân ga, cửa mở bên phải | Sân ga, cửa mở bên phải                            |
| Sân ga tuyến 5 | Hướng nam               | ← hướng Place d'Italie (Bastille)                  |
| Sân ga tuyến 5 | Hướng bắc               | → hướng Bobigny – Pablo Picasso (Richard-Lenoir) → |
| Sân ga tuyến 5 | Sân ga, cửa mở bên phải |                                                    |

## Hình ảnh

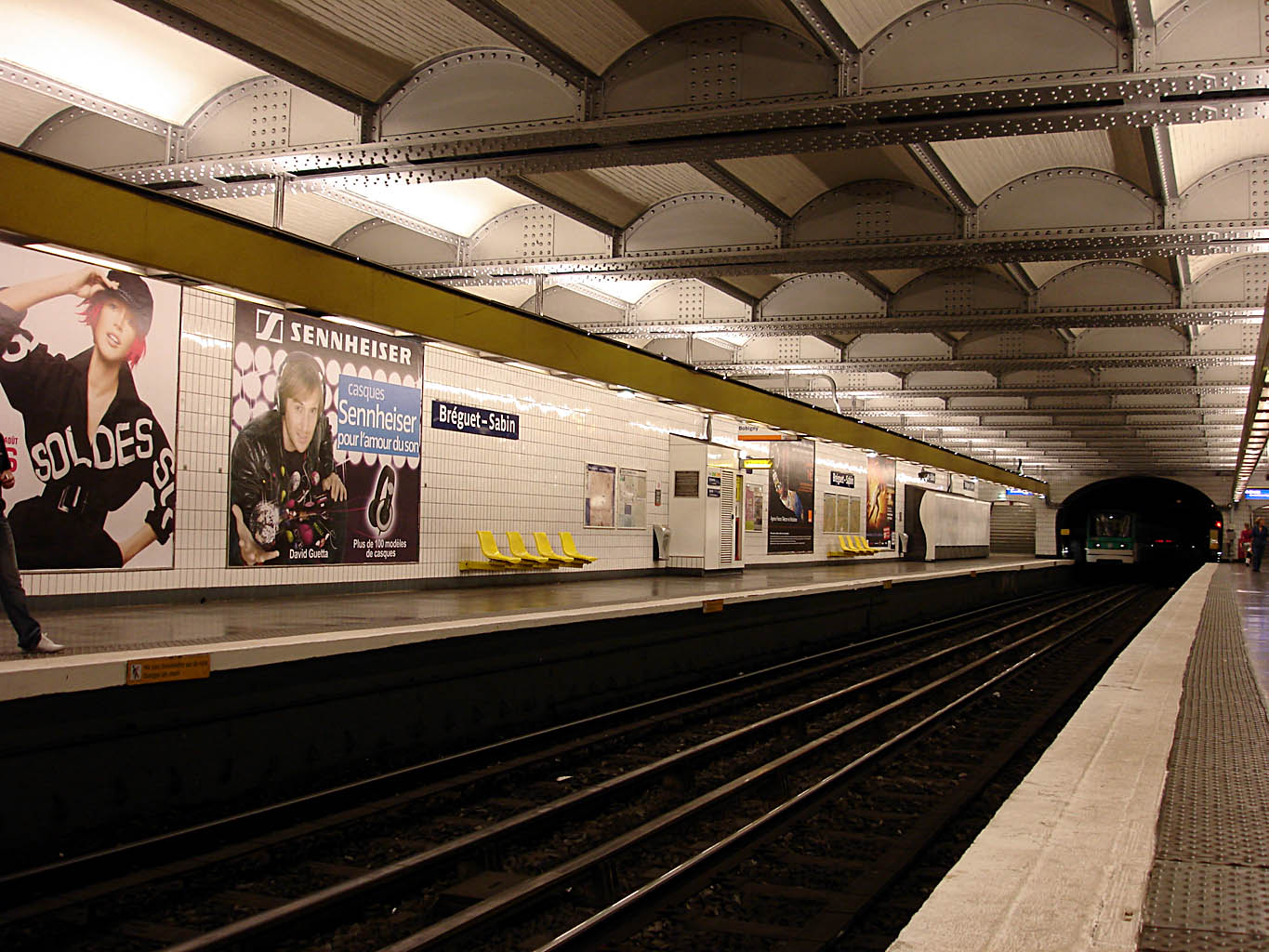
Sân ga tuyến 5 tại Bréguet – Sabin
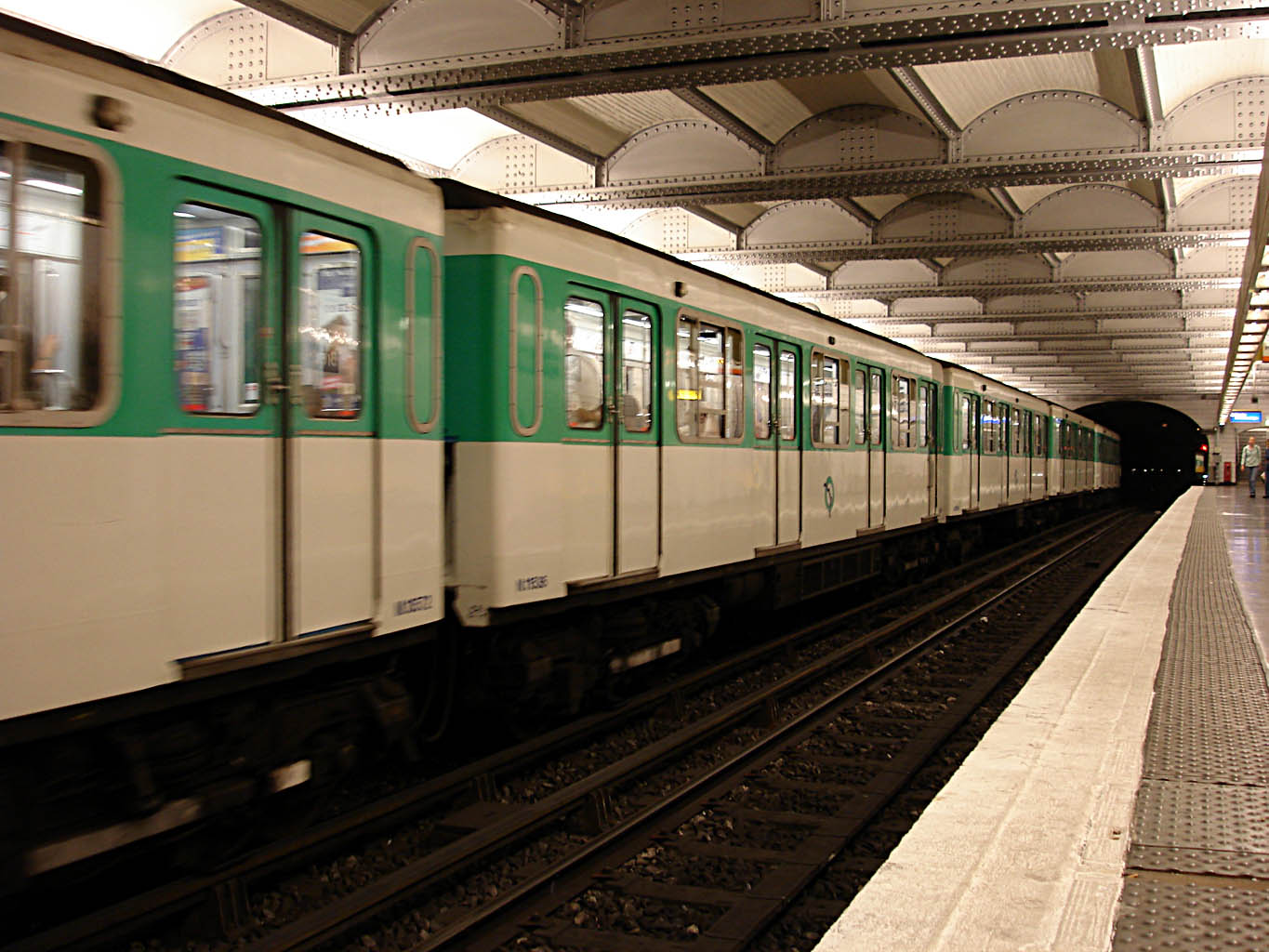
Tàu MF 67 chạy ở tuyến 5 tại Bréguet – Sabin